# Radogoszcz (więzienie)

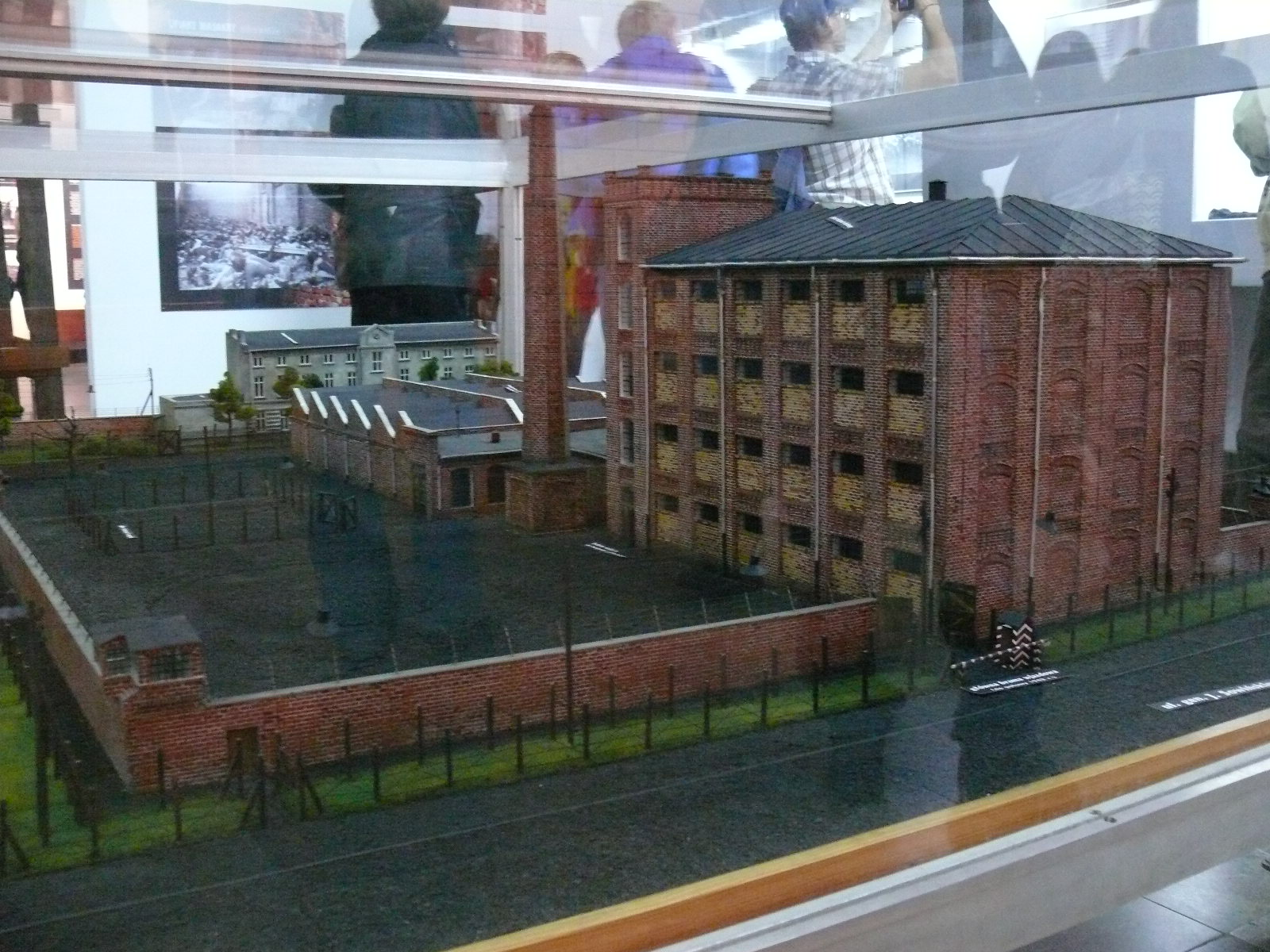
Makieta więzienia radogoskiego na ekspozycji muzealnej obecnego Mauzoleum radogoskiego

Radogoszcz – męskie „Rozszerzone Więzienie Policyjne” (niem. Erweitertes Polizeigefängnis, Radegast), utworzone 1 lipca 1940 roku w fabryce włókienniczej Samuela Abbego, położonej u zbiegu obecnych ulic Zgierskiej i gen. J. Sowińskiego w Łodzi, na bazie zlokalizowanego w pobliżu obozu przejściowego w fabryce Michała Glazera przy obecnej ul. Liściastej, utworzonego w listopadzie 1939 roku. Miejsce największej niemieckiej zbrodni wojennej dokonanej w końcowym okresie okupacji na obszarze Polski pomiędzy Bugiem a Odrą poprzez spalenie głównego budynku więziennego wraz z więźniami (w liczbie około 1500 mężczyzn) w styczniu 1945 roku. Obecnie oddział Martyrologii „Radogoszcz” Muzeum Tradycji Niepodległościowych w Łodzi.

## Nazwy więzienia
Ze względu na różne funkcje, jakie to miejsce pełniło w czasie II wojny światowej, zmieniały się również jego nazwy w języku niemieckim:
- od ok. 9 listopada 1939 do 30 czerwca 1940 (fabryka M. Glazera przy ówczesnej ul. Krakowskiej, następnie fabryka S. Abbego przy ul. Zgierskiej)

1. „Konzentrationslager, Radogosch”
2. „Gefangenenlager, Radogosch”
3. „Polizeigefängnis, Radogosch”

- 1 lipca 1940 – 12 marca 1943 (fabryka S. Abbego przy ul. Zgierskiej)
  - „Erweitertes Polizeigefängnis, Radegast”
- 13 marca 1943 – 19 stycznia 1945
  - „Erweitertes Polizeigefängnis und Arbeitserziehungslager” (Rozszerzone więzienie policyjne i obóz pracy wychowawczej)[a]

## Historia więzienia
Więzienie powstało na bazie obozu przejściowego utworzonego doraźnie ok. 8 listopada 1939 r. w fabryce włókienniczej Michała Glazera, przy ówczesnej ul. Krakowskiej (dziś ul. Liściasta 17; teren Fabryki Pierścieni Tłokowych „Prima”) dla realizacji przez łódzkie Gestapo dużej akcji represyjnej, tzw. Intelligenzaktion Litzmannstadt, skierowanej przeciwko miejscowej inteligencji. W tym czasie, w przyszłym więzieniu radogoskim, w fabryce włókienniczej Samuela Abbego, u zbiegu ulic gen. J. Sowińskiego i Zgierskiej (ok. 1000 m w linii prostej od fabryki M. Glazera), funkcjonował obóz przesiedleńczy dla ludności cywilnej. W II połowie grudnia 1939 r., po zakończeniu zasadniczego etapu wspomnianej „Inteligenzaktion”, w wyniku której rozstrzelano co najmniej 500 osób w pobliskich lasach lućmierskich, zaczęto stopniowo przemieszczać pozostałych w fabryce M. Glazera więźniów do fabryki S. Abbego. Ostatnia ich grupa opuściła teren fabryki przy ul. Krakowskiej (Liściastej) 5 stycznia 1940 r. Przez następne 6 miesięcy w fabryce S. Abbego funkcjonowały jednocześnie obóz przesiedleńczy i obóz przejściowy (w dyspozycji łódzkiego gestapo). Przesiedleńcy byli lokowani w parterowej hali tkalni (dziś ekspozycja muzealna), natomiast więźniowie w 3-piętrowym budynku przędzalni. Ostatecznie, z dniem 1 lipca 1940 r., obóz przejściowy w fabryce S. Abbego został przekazany przez łódzkie gestapo Prezydium Policji w Łodzi na tzw. „Rozszerzone więzienia policyjnego”, którego komendantem został mianowany porucznik policji (Revierleutnant) – Walter Pelzhausen. Jako załoga początkowo prawdopodobnie pozostali wachmani z obozu przejściowego, w większości miejscowi volksdeutsche, którzy tym samym zostali przyjęci do policji i odziani w jej mundury. Od tego momentu (1 lipca 1940) funkcja obozu przesiedleńczego była stopniowo wygaszana i zanikła prawdopodobnie do końca 1940 roku.

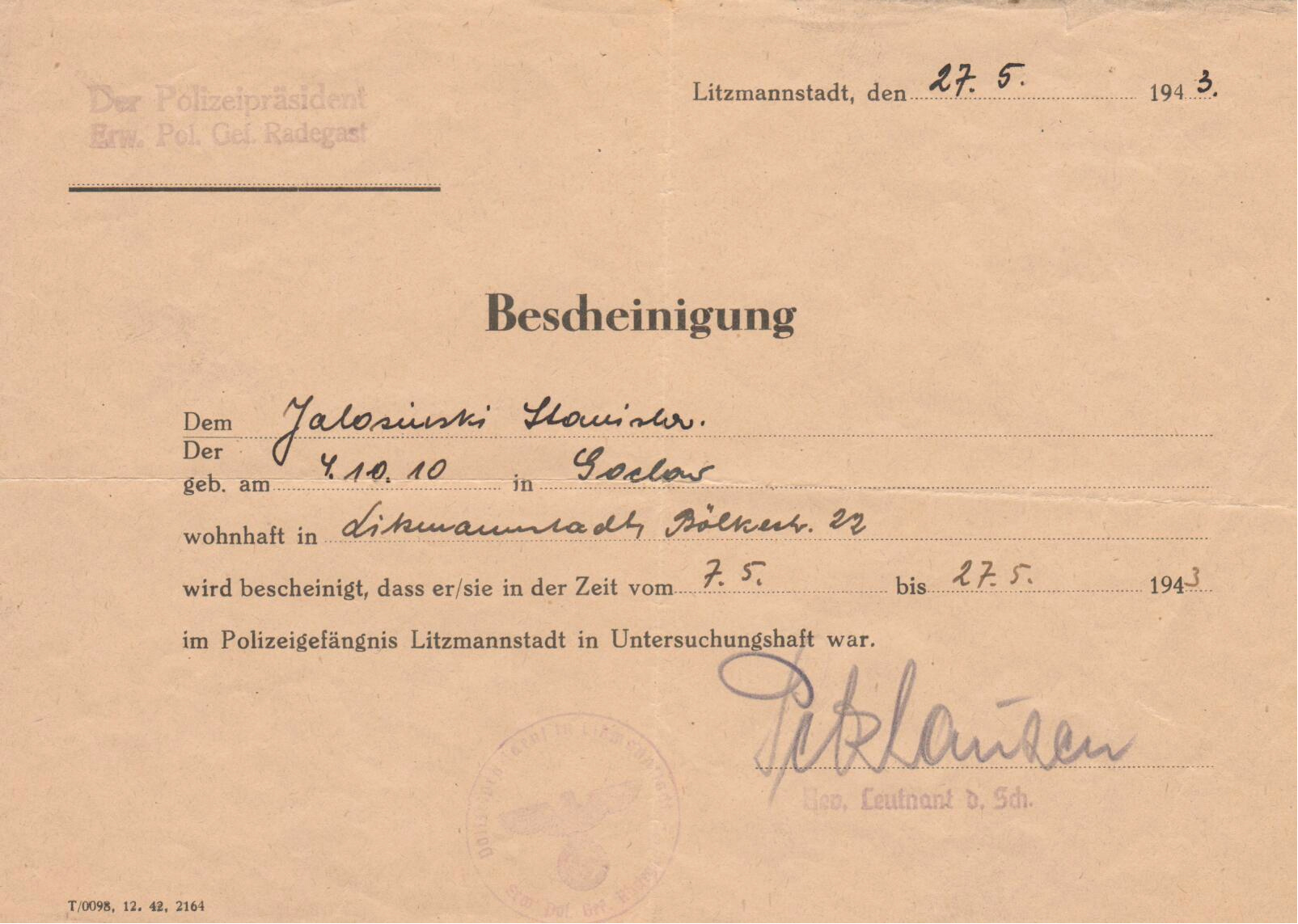
Zaświadczenie o pobycie w więzieniu radogoskim wystawione więźniowi Stanisławowi Jałosińskiemu 27 V 1943 r. z podpisem jego komendanta – Waltera Pelzhausena

Więzienie radogoskie, wbrew obiegowej opinii szczególnie intensywnie propagowanej w pierwszym dziesięcioleciu powojennym nie było miejscem masowej zagłady. Nie było tu komory gazowej ani krematorium. Zasadniczą funkcją tego obiektu było grupowanie więźniów w większe transporty w celu wywożenia ich do właściwych więzień, najczęściej do Sieradza, Łęczycy czy Wielunia, potem KL Auschwitz-Birkenau, a ostatecznie i przede wszystkim do KL Gross-Rosen i Mauthausen-Gusen oraz do obozu pracy karnej w Ostrowie Wielkopolskim (do czasu powstania w Łodzi, w marcu 1943 r., podobnego obozu na Sikawie).
Radogoszcz spełniał też rolę więzienia etapowego. Np. w maju 1941 r. krótko przebywał tu Leon Schiller, przewożony z KL Auschwitz do Warszawy, gdzie został zwolniony.
W marcu 1943 r. więzienie radogoskie zostało w połączone organizacyjnie z policyjnym obozem pracy karnej (oficjalnie „wychowawczej”) na Sikawie (Erweitertes Polizeigefängnis und Arbeitserziehungslager – Rozszerzone więzienie policyjne i obóz pracy wychowawczej) i w takiej formie funkcjonowało do końca okupacji niemieckiej w Łodzi podczas II wojny światowej w dniu 19 stycznia 1945.
Komendantem więzienia przez cały okres jego funkcjonowania był Walter Pelzhausen. Przed objęciem przez niego funkcji komendanta (1 lipca 1940 r.) obozem przejściowym w fabryce S. Abbbego kierowali SS-Obersturmführer Ehlers i jego zastępca – SS-Obersturmführer Müller.

## Więźniowie

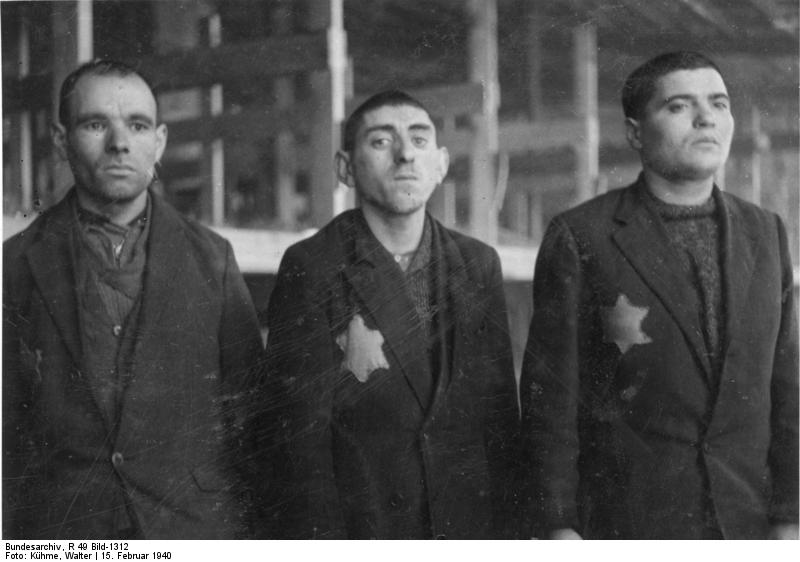
Żydowscy więźniowie na Radogoszczu, 15 lutego 1940 r.

Radogoszcz był więzieniem przeznaczonym w zasadzie tylko dla mężczyzn, ale okazjonalnie, w nielicznych przypadkach i krótko, przetrzymywano tu kobiety. Podobnie okazjonalnie byli tu więzieni Żydzi, najwięcej do czasu zamknięcia w ostatnich dniach kwietnia 1940 r. granic łódzkiego getta. Potem sporadycznie, np. w czerwcu 1941 r. – w przeddzień wybuchu wojny rosyjsko-niemieckiej, osadzono prewencyjnie na Radogoszczu grupę 9 mężczyzn poniżej 60 r.ż. – łotewskich Żydów zamieszkałych w Łodzi, którzy do tej pory mieszkali poza gettem jako obywatele państwa neutralnego, ZSRR. Pozostali, w wieku powyżej 60 r.ż., musieli meldować się kilka razy w tygodniu na policji. Całą łódzką społeczność łotewskich Żydów umieszczono w getcie 6 października, a tę dziewięcioosobową grupę przeniesiono do getta 16 października. Ten sam los spotkał również jedynego Łotysza nie-Żyda zamieszkałego w Łodzi, ale nic nie wiadomo o jego dalszych losach.
Byli tu również więzieni Rosjanie – jeńcy wojenni, zbiegli z różnych miejsc pobytu w okolicach Łodzi, na przykład z poligonu pod Sieradzem. Nie wiadomo ilu, ale udało się ustalić nazwiska 301 z nich, na podstawie księgi ewidencyjnej łaźni więzienia radogoskiego z okresu od 15 kwietnia 1944 do 11 stycznia 1945. W 1993 roku jeden z nich – Wjazmitinow Wladymir Pawłowicz – odwiedził to miejsce. Byli oni ściśle odizolowani od innych więźniów. Około 150 z nich zginęło podczas styczniowej masakry. Zostali pochowani w dwóch zbiorowych mogiłach jej ofiar na pobliskim cmentarzu św. Rocha.
Największą grupę więźniów stanowiły osoby aresztowane za złamanie okupacyjnego prawa niemieckiego, z Łodzi oraz powiatów brzezińskiego, łaskiego, łódzkiego i wieluńskiego (np. za nielegalny ubój i szmuglowanie żywności ze wsi). Inna duża grupa to aresztanci za ucieczki z robót przymusowych czy nielegalne przekraczanie pobliskiej granicy pomiędzy Generalnym Gubernatorstwem a Krajem Warty. Przywożono tu również zatrzymanych w łapankach ulicznych. Osadzano też krótko nielicznych więźniów politycznych przed wysłaniem np. do obozów koncentracyjnych.
Znaczącą grupą więźniów (ok. 1000 osób) była łódzka młodzież męska, zatrzymana w ramach dużej akcji represyjnej miejscowego Gestapo, skierowanej przeciwko niej w maju 1940 roku. Na Radogoszczu przebywała krótko, od kilku do kilkunastu dni, do czasu zorganizowania transportu do obozu koncentracyjnego Dachau. Wśród niej był m.in. późniejszy aktor Włodzimierz Skoczylas, który wiele lat po wojnie opublikował o tym swoje wspomnienia czy też późniejszy dyrygent Henryk Debich.
Z powodu trudności transportowych wielokrotnie do transportu więźniów do więzienia radogoskiego używano bądź silnikowego wagonu tramwajowego typu Herbrandt U-107c specjalnie w tym celu przebudowanego, bądź zwykłych wagonów liniowych, zamawianych doraźnie w miejskim przedsiębiorstwie tramwajowym (Litzmannstädter Elektrische Strassenbahn-LES).
Nie jest znana dokładna liczba osób, jaka przeszła przez więzienie radogoskie z powodu praktycznie braku jakiejkolwiek jego dokumentacji, która zaginęła w pierwszych miesiącach pookupacyjnych w Łodzi. Walter Pelzhausen podczas śledztwa i procesu podawał liczbę około 40 000 osób, ale zarówno prokuratura, jak i sąd przyjmowali w tym czasie, że liczba ta musiała być znacznie wyższa.
Oddział „Radogoszcz” Muzeum Tradycji Niepodległościowych w Łodzi prowadzi „Kartotekę byłych więźniów Radogoszcza”, w której znajduje się około 10 tys. nazwisk. Część z nich, na podstawie notatnika sanitariusza więziennej izby chorych – prawdopodobnie Stanisława Słoneckiego z Warszawy – pozostającego w zbiorach MTN-Łódź, sygn. A – 6972, została opublikowana w 1948 r. w sprawozdaniu z procesu komendanta więzienia – Waltera Pelzhausena (Maria Nowacka. Radogoszcz. Łódź 1948, wyd. Księgarnia „Czytaj”), jakkolwiek z mylnym tytułem „Stan izby chorych na dzień 28 XII 1944”. Bliższa krytyka tego źródła skłania do stwierdzenia, że jest to nieoficjalna ewidencja „pacjentów” izby z II połowy 1944 roku.
Podobnie nieustalona pozostaje po dziś liczba ofiar, które zginęły bezpośrednio w tym miejscu, w trakcie funkcjonowania więzienia radogoskiego. Na procesie Waltera Pelzhausena w 1947 r. sąd przyjął, że było ich, wyłączając ofiary styczniowej masakry, ponad 30 000. Początkowo w popularnych wydawnictwach i publikacjach prasowych przez długi czas podawano liczbę 20 000. Aktualnie, być może z niedoszacowaniem, ale z możliwie największym prawdopodobieństwem opartym na znacznie większej obecnie wiedzy o funkcjonowaniu tego więzienia, przyjmuje się, że statystycznie mógł tu ginąć codziennie – z powodu trudnych warunków bytowania, chorób oraz znęcania się załogi więzienia – co najmniej jeden więzień, co daje liczbę około 1662 ofiar w okresie od 1 lipca 1940 do 17 stycznia 1945. Dodając do tego około 1500 ofiar styczniowej masakry daje to sumaryczną liczbę około 3200 ofiar więzienia radogoskiego.

### Znani więźniowie Radogoszcza
- Bolesław Banaś – łódzki olimpijczyk w sportach szermierczych przed wojną i po II wojnie św.,
- Henryk Debich – dyrygent; od 1952 r. szef, dyrygent i kierownik artystyczny Orkiestry Rozrywkowej Polskiego Radia i Telewizji w Łodzi; tu ok. tygodnia w maju 1940 w ramach tzw. „Intelligenzaktion”, stąd do KL Dachau; ocalał
- Władysław Dzierżyński – rodzony brat Feliksa Dzierżyńskiego; więziony tu na przełomie 1941/1942 r.; prof. med. (neurolog), autor pierwszego polskiego podręcznika akademickiego do neurologii; zginął w największej egzekucji na obszarze „Kraju Warty” w Zgierzu (100 osób, 20 marca 1942 r.),
- Szłomo Hercberg – łodzianin żydowskiego pochodzenia; więziony na Radogoszczu w I poł. 1940 r. pod zarzutem ukrywania radia, zwolniony w czerwcu; w getcie komendant więzienia, aresztowany 12 marca 1942 r. za malwersacje; sprawa ta wywołała ogromne wrażenie w getcie; ostatecznie wraz z całą rodziną zgładzony w ośrodku zagłady w Chełmnie n. Nerem,
- Maria Andrzej Jałosiński – biskup mariawicki (od 1955 r.) w diecezji śląsko-łódzkiej, więziony na Radogoszczu od 7 do 27 maja 1943 r.
- Jakub Stefan Cezak (1887–1940) – pedagog, założyciel i dyrektor Szkoły Handlowej w Zgierzu, prezes Spółdzielni Spożywców „Samopomoc” w Zgierzu, członek Sejmiku pow. Łódzkiego, radny Miejskiej Rady Narodowej w Zgierzu, prezes Zarządu, a także prezes Rady Nadzorczej Banku Przemysłowców Zgierskich, założyciel Spółdzielni Przemysłowo-Handlowej „Jutrzenka” w Zgierzu. Przywieziony najpierw do KZ Dachau, a następnie późną wiosną 1940 roku do KZ Gusen I gdzie został zamordowany przez Austriaków 18.10.1940 r.[14]
- Teofil Katra – geograf, nauczyciel w Prywatnym Gimnazjum Męskim Aleksego Zimowskiego; jeden z głównych organizatorów tajnego nauczania w Łodzi; wywieziony do KL Gross-Rosen, ocalał
- Stanisław Kowalewski (bokser) – polski bokser; członek zakładowego klubu sportowego IKP Łódź
- Jan Marczyński – dyrektor III Państwowego Gimnazjum i Liceum im. S. Żeromskiego w Łodzi; najpierw do KL Dachau, stąd do KL Mauthausen i tu zginął 10 II 1941
- Raul Nałęcz-Małachowski (1916–2014[15]) – syn gen. Stanisława Nałęcz-Małachowskiego (1881–1971), szefa Dowództwa Okręgu Korpusu nr IV (Łódź) w latach 1926–1936; więziony na Radogoszczu kilka dni w 1944 r. i stąd przeniesiony do KL Mauthausen-Gusen; ocalał[16],
- Edward Niesobski – kurier Okręgu Poznańskiego AK,
- Włodzimierz Skoczylas – łódzki aktor teatralny i filmowy; znany m.in. z roli zakonnika Sanderusa w filmie Krzyżacy Aleksandra Forda; na Radogoszczu ok. tygodnia w maju 1940 w ramach „Intelligenzaktion”, stąd do KL Dachau; ocalał
- Teodor Wilencki[g] – łódzki malarz amator pochodzenia żydowskiego[h]; więzień Radogoszcza w 1942 roku. Brak informacji w jakich okolicznościach się tu znalazł. Wykonywał za pożywienie rysunkowe portrety współwięźniom. W zbiorach Muzeum Tradycji Niepodległościowych w Łodzi i prywatnych zachowało się kilkanaście jego prac (większość w Muzeum)[17] najczęściej w formacie A-6. Większość z nich jest podkolorowana. Początkowo, według relacji więźniów, wzbudził swoimi rysunkowymi zdolnościami zainteresowanie komendanta więzienia – Waltera Pelzhausena, ale w końcu 1942 został przez niego ciężko pobity za przyjęcie od wachmana kawałka mięsa, w wyniku czego zmarł w więziennej Izbie Chorych[18][19]. Rysunki portretowe współwięźniów autorstwa Wilenckiego są jedynymi tego rodzaju dokumentami z okresu funkcjonowania więzienia radogoskiego.
- Wojciech Wojewoda – więzień Radogoszcza[20] w okresie od 16 listopada 1941 do 22 września 1942; wiceprzewodniczący Związku Zawodowego Kolejarzy (1937–1939), od 7 listopada 1946 do 6 kwietnia 1948 wojewoda pomorski.
- Leszek Wronko – więzień Radogoszcza; krótko, od 20.06.1944, stąd wywieziony do obozu pracy karnej na Sikawie w Łodzi z wyrokiem 56 dni za ucieczkę w drodze na roboty przymusowe[21].

## Masakra na Radogoszczu
Prawdopodobnie w IV kwartale 1944 r. kierownictwo łódzkiej policji, przy współudziale miejscowego Gestapo (lub odwrotnie), w obliczu jeszcze stojącego na linii Wisły frontu wschodniego (Armia Czerwona) zajęły się problemem więźniów na tym terenie. Co z nimi począć gdyby Rosjanie mieli zająć miasto. Nie zostały odnalezione dokumenty związane z tą kwestią, ale niewykluczone, że w dyskusjach na ten temat brano za przykład rozkaz z 20 lipca 1944 r. Wyższego Dowódcy SS i Policji w Generalnym Gubernatorstwie – Wilhelma Koppego, w którym wychodząc od stwierdzenia, iż więźniowie nie mogą być wyzwoleni, nakazywał ewakuację na zachód, a gdyby to było niemożliwe wymordowanie ich na miejscu, a następnie maksymalne zniszczenie budynków więziennych lub obozowych.
Nie został odnaleziony podobnie jednoznaczny rozkaz dotyczący Łodzi, ale szereg drobnych faktów wskazuje na to, że rozkaz Koppego co najmniej w ogólnych zarysach miał być również zrealizowany i w tym mieście na terenie „Kraju Warty”. Prawdopodobnie centralnym miejscem likwidacji łódzkich więźniów miało być więzienie radogoskie, a przynajmniej na pewno więźniarek z więzienia kobiecego przy ul. Gdańskiej 13.

O ile sytuacja frontowa będzie tego wymagać, to należy we właściwym czasie poczynić kroki do całkowitej likwidacji więźniów. Przy zaskakującym rozwoju sytuacji, która uniemożliwi przetransportowanie więźniów, to więźniów zlikwidować, przy czym rozstrzelani muszą być według możliwości usunięci (spalić, wysadzić budynki itp.). W podobny sposób postąpić z Żydami (…) W żadnym wypadku nie należy dopuścić, aby więźniowie w więzieniach lub Żydzi byli uwolnieni przez przeciwnika.

Nieoczekiwanie szybkie podejście pod Łódź (Litzmannstadt) Rosjan nie pozwoliło na pełne wykonanie podobnego zbrodniczego planu (przypadkowo szczęśliwe zawrócenie z powrotem grupy więźniarek z ul. Gdańskiej) w tym mieście. Natomiast nieoczekiwanie 17 stycznia dotarły do więzienia radogoskiego transporty więźniów z więzienia sądowego w Grójcu (około kilkudziesięciu więźniów) i z więzienia powiatowego w Skierniewicach (około 200 mężczyzn).
Masakra rozpoczęła się około północy z 17 na 18 stycznia 1945 roku. Rozpoczęto ją od wymordowania więźniów funkcyjnych, a następnie rozstrzelania więźniów w sali nr 1 budynku głównego. Kiedy oprawcy napotkali na opór więźniów następnych sal, podpalili je we wczesnych godzinach rannych 18 stycznia, ustawiając się dookoła i strzelając do ratujących się wszelkimi sposobami więźniów. W następnych godzinach trwało poszukiwanie jeszcze żyjących i dobijanie ich. Masakry dokonała załoga więzienia pod dowództwem komendanta więzienia – Waltera Pelzhausena, wsparta bliżej nieustalonym zbrojnym oddziałem.
Masakrę przeżyło ok. 30 więźniów, którym udało się ukryć podczas ludobójczej masakry. W Muzeum Tradycji Niepodległościowych w Łodzi (oddział „Radogoszcz”) została sporządzona domniemana lista ofiar, która zawiera ponad 1200 nazwisk.

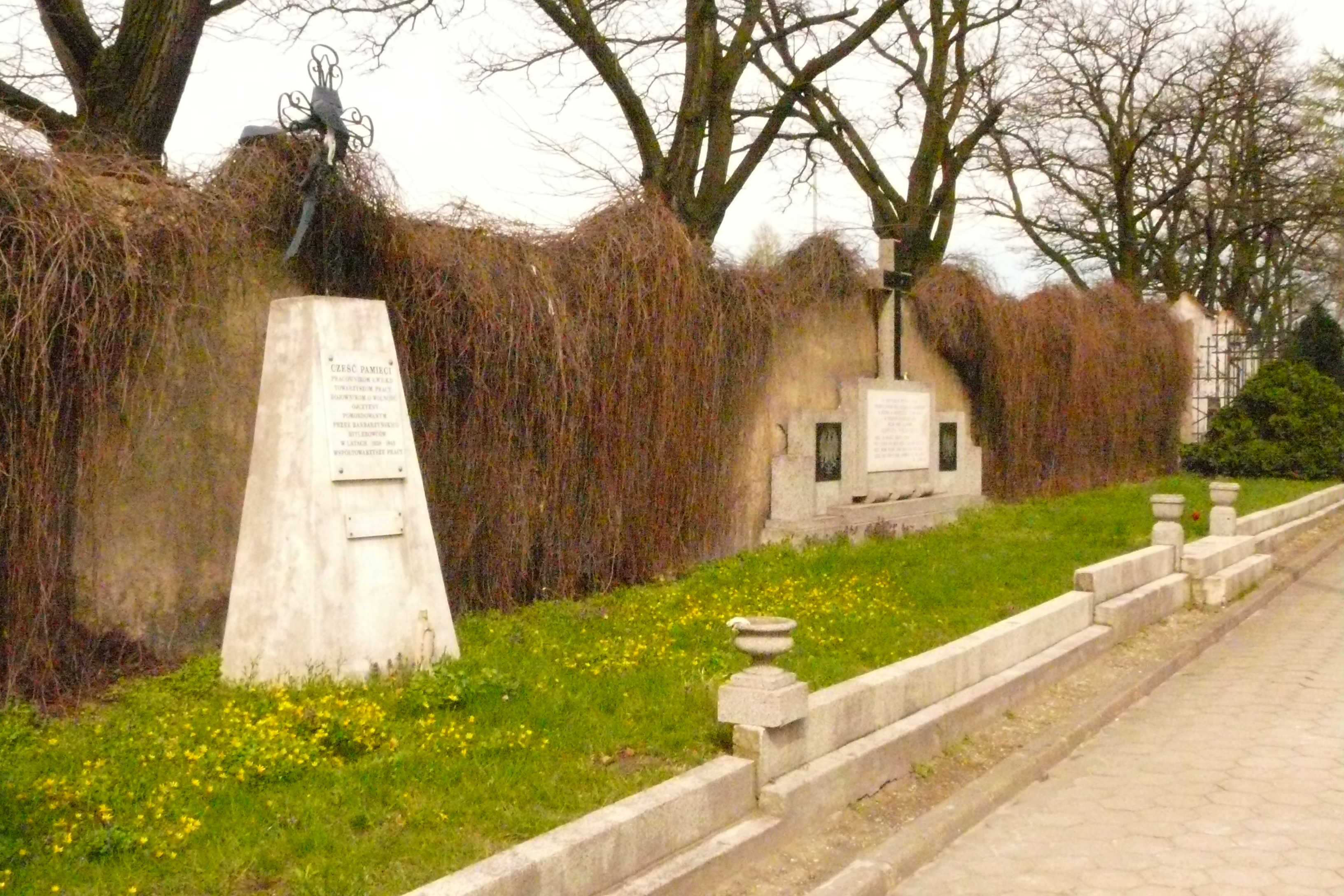
Zachodnia mogiła ofiar styczniowej masakry (obok kaplicy przedpogrzebowej)

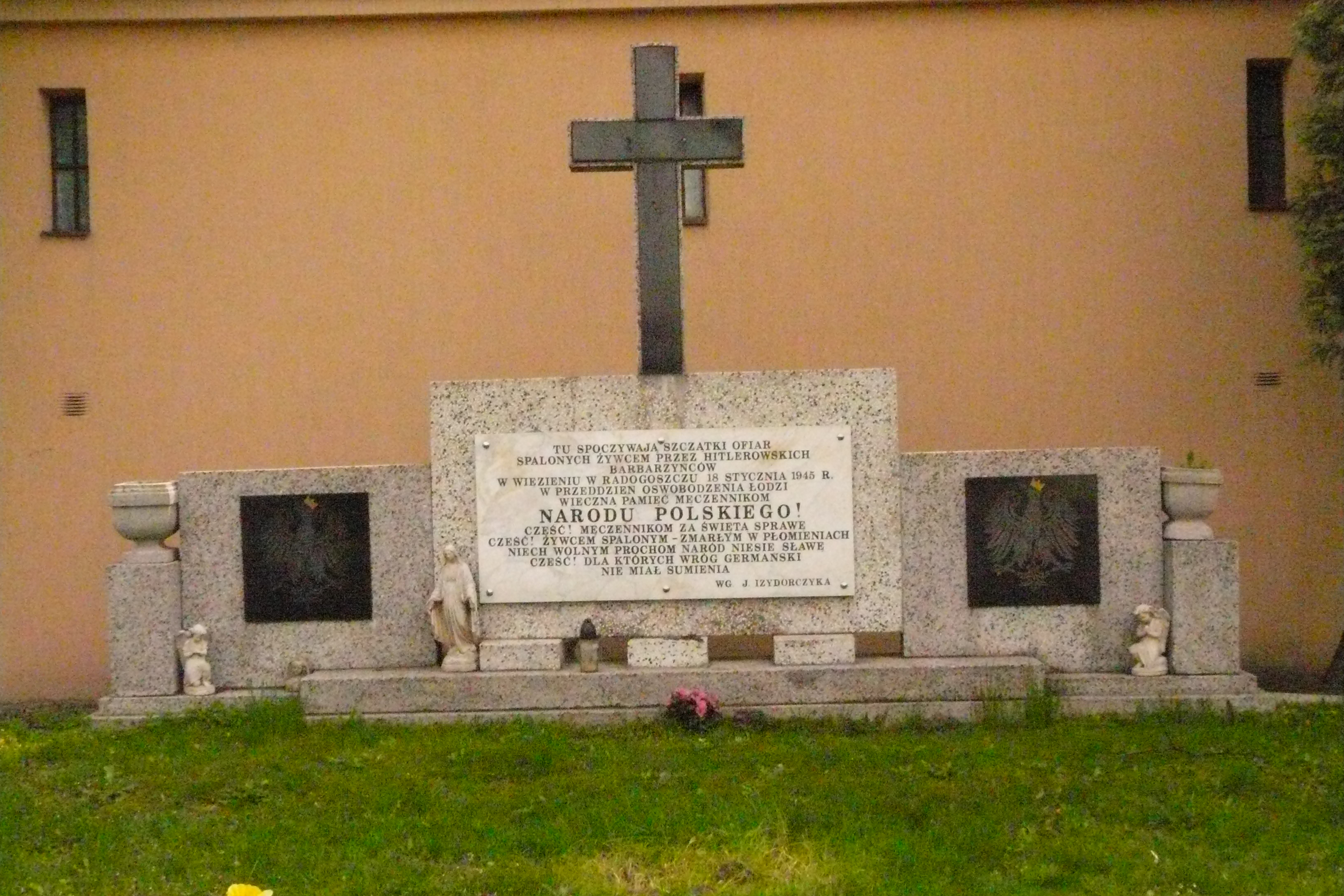
Wschodnia mogiła ofiar styczniowej masakry (obok kaplicy przedpogrzebowej)

Pogrzeb ofiar Radogoszcza odbył się 18 lutego 1945 r. na cmentarzu pod wezwaniem św. Rocha, przy ul. Zgierskiej (vis-á-vis spalonego więzienia).

### Podobne masakry
Radogoska masakra nie była jedyną, na aktualnym obszarze Polski, jaka miała miejsce w obliczu zbliżających się wojsk radzieckich, ale na pewno największą, dokonaną w jednym czasie i miejscu.
- 22 lipca 1944: masakra na zamku lubelskim; zginęło w niej ostatnich około 300 osób, w tym żydowskie kobiety i dzieci (kilkanaście dni wcześniej wywieziono i zgładzono w obozie na Majdanku ok. 1500 więźniów zamku lubelskiego),
- 2 sierpnia 1944: masakra w więzieniu mokotowskim w Warszawie, związana z wybuchem powstania warszawskiego (1 sierpnia); zginęło w niej około 600 Polaków; mężczyzn.
- 17/18 stycznia 1945: załoga niemieckiego ośrodka zagłady Żydów w Kulmhof am Nehr (Chełmno n. Nerem) dokonała egzekucji około 47 ostatnich żydowskich więźniów, których niemiecka załoga używała przy końcowych pracach likwidacyjnych tego miejsca; najpierw zaczęto ich rozstrzeliwać piątkami przed spichrzem w którym byli przetrzymywani; w pewnym momencie kilkunastu ostatnich rzuciło się na oprawców zabijając dwóch. Dwóm więźniom – Szymonowi Srebrnikowi i Mordechajowi Żurawskiemu udało się uciec, a pozostałych Niemcy spalili w spichrzu[29].
- 20 stycznia 1945: masakra w obozie w Żabikowie k. Poznania w trakcie jego likwidacji; w jednym z baraków zgromadzono około 80 więźniów niezdolnych do transportu ewakuacyjnego, po czym go podpalono.
- 30/31 stycznia 1945: więzienie w Słońsku n. Odrą (podówczas Sonnenburg); wymordowanie również wszystkich jego więźniów, w tym wielu obywateli państw zachodnich aresztowanych w ramach akcji „Noc i Mgła” (Nacht und Nebel; Duńczycy, Francuzi, Norwegowie, Belgowie, Luksemburczycy i Holendrzy); dokonał jej oddział SS, specjalnie przybyły w tym celu z pobliskiego Frankfurtu n. Odrą, zginęło 819 więźniów rozstrzelanych w kącie dziedzińca więziennego[30].

### Sprawa Waldemara Norkwesta (wachmana)
Jednym z wachmanów biorących udział w masakrze był zamieszkały w pobliżu więzienia Waldemar Norkwest (łodzianin niemieckiego pochodzenia). Po jej zakończeniu udał się do domu i tu popełnił wraz z żoną samobójstwo, pozostawiając list o treści:

[...] Für ein Deutschland, das wehrlose Menschen mordet, kämpfe ich nicht mehr. Ich habe ehrlich gekämpft und auch geblutet für Deutschland Sieg. Aber dies Deutschland, das ich heute im Gefängniss gesehen habe kann und darf nicht siegen. W. Norkwest, Hauptwachmeister der Schutzpolizei
„Dla Niemiec, które bezbronnych ludzi mordują, nie walczę dłużej. Walczyłem uczciwie, a również krwawiłem dla zwycięstwa Niemiec, Ale te Niemcy, które dzisiaj w więzieniu widziałem, nie mogą i nie powinny zwyciężyć. W. Norkwest, starszy wachmistrz policji”

Wydaje się, że tym listem uczynił Radogoszcz, a przede wszystkim styczniową masakrę, z jednej strony miejscem bólu i pamięci dla Polaków, a z drugiej możliwym miejscem zadumy dla Niemców odwiedzających to miejsce o odpowiedzialności niemieckiego faszyzmu z tę zbrodnię. Zwłaszcza że rzeczywiście został ranny w Jugosławii około września 1944 roku. Po rekonwalescencji i powrocie do Łodzi podjął służbę w łódzkiej policji jako wachman w Rozszerzonym Więzieniu Policyjnym na Radogoszczu. Na razie nie ustalono dokładnie jaką funkcję objął w strukturze administracyjnej więzienia radogoskiego; zapewne nie była ona poślednia, bo posiadał stopień podoficerski st. wachmistrza policji ochronnej.
Jego samobójstwo i list zostało umiarkowanie pozytywnie zauważone w Łodzi, ale nie wiadomo gdzie małżonkowie Norkwest zostali pochowani. Zapewne na pobliskim cmentarzu (część ewangelicka) pw. św. Rocha przy ul. Zgierskiej; w dokumentacji cmentarnej nie ma informacji na ten temat. Również poszukiwania oryginału listu Norkwesta jak dotąd (2017) nie dały pozytywnego rezultatu.
Na początku XXI r. kustosz w oddz. „Radogoszcz” Muzeum Tradycji Niepodległościowych w Łodzi – Wojciech Źródlak, zaproponował przekucie w tablicę marmurową tego listu i umieszczenie jej na terenie mauzoleum radogoskiego. Ówczesna łódzka prasa, łącznie ze środowiskiem łódzkiej mniejszości niemieckiej, mylnie interpretując ten zamysł, określiła to jako próbę „upamiętnienie wachmana”. Po latach główni oponenci w rozmowach prywatnych z wnioskodawcą jednak przyznali racje temu zamysłowi, nawet wiążąc to zdarzenie z postawę Wilma Hosenfelda, który ocalił m.in. Żyda – Władysława Szpilmana.

## Procesy „radogoskie”
Tylko kilkunastu członków załogi więzienia radogoskiego poniosło odpowiedzialność za zbrodnie tutaj popełnione, a liczyła ona około 70–80 osób.
Pierwszy proces „radogoski” odbył się 17 lipca 1945 roku. Sądzony był w nim Oskar Mittmann, skazany na 3lata więzienia, zwolniony 5 marca 1948 r. po odbyciu całości kary. Kolejne dwa procesy odbyły się też w 1945 r., w grudniu: Johana Hoffmana vel Hormanna (skazany na 10 lat więzienia, zmarł w więzieniu 30 maja 1954 r.) oraz Adolfa Adlera vel Orłowskiego, przed Specjalnym Sądem Karnym okręgu warszawskiego z siedzibą w Łodzi (15 grudnia 1945 r.), skazany na karę śmierci.
Kulminacyjnym punktem „procesów radogoskich” był proces komendanta więzienia Waltera Perlzhausena we wrześniu 1947 roku. W jego wyniku Pelzhausen został skazany na karę śmierci, powieszony w więzieniu przy ul. S. Sterlinga 1 marca 1948 roku.
Przez pewien czas istniał pomysł wykonania egzekucji na Pelzhausenie na terenie więzienia radogoskiego, ale stosowne władze, m.in. po doświadczeniu z publicznej egzekucji członków załogi obozu koncentracyjnego w Stutthofie, w Gdańsku, 4 lipca 1946 r. nie zdecydowały się na to.
W dniach 14–16 lutego 1949, przed Sądem Okręgowym w Łodzi, osądzono siedmiu funkcjonariuszy 31. batalionu policyjnego z Poczdamu, stacjonującego w Łodzi od grudnia 1939 r. do września 1940 r., którzy brali udział w egzekucjach m.in. więźniów obozu przejściowego w fabryce Michała Glazera oraz więzienia radogoskiego.
Ukarano również kilku więźniów funkcyjnych, najczęściej kilkuletnimi karami, za bicie współwięźniów.

## Upamiętnienie

### Mauzoleum i muzeum
Wieść o spaleniu więzienia radogoskiego błyskawicznie rozniosła się po mieście. Na miejsce masakry przybywali mieszkańcy miasta: część w poszukiwaniu najbliższych, inni z ciekawości. Widok stosów zwęglonych zwłok był dla wielu traumatycznym przeżyciem.
Pierwszym upamiętnieniem ofiar styczniowej masakry była msza za spokój dusz męczenników sprawy narodowej, która miała miejsce 28 stycznia, pod murem spalonego więzienia (od strony ul. gen. J. Sowińskiego), i którą celebrował ks. kan. Józef Orłowski z parafii Przemienienia Pańskiego (ul. Rzgowska 88). Uczestniczyli w niej, obok licznych mieszkańców Łodzi przedstawiciele rządu lubelskiego oraz Wojska Polskiego i Armii Czerwonej.
Niemal natychmiast po zakończeniu okupacji niemieckiej w Łodzi, ówczesne tymczasowe władze postanowiły, że teren i ruiny spalonego więzienia staną się Miejscem Pamięci Narodowej. Niedługo potem na bramie głównej zawisła tablica z informacją: Ministerstwo Kultury i Sztuki, Wydział Muzeów i Pomników Martyrologii Polskiej. / Miejsce zbrodni hitlerowskich zarezerwowane na muzeum męczeństwa Polaków / Wszelkie niszczenie pierwotnego stanu tego miejsca surowo wzbronione.
W lipcu 1946 r. powstał z inicjatywy działacza „Łódzkiej Rodziny Radiowej” – Edwarda Kowalskiego – „Społeczny Komitet Opieki nad Więzieniem w Radogoszczu” (sekretariat mieścił się przy ul. Pomorskiej 16), któremu przewodniczył przewodniczący Miejskiej Rady Narodowej w Łodzi – Edward Andrzejak. 6 października 1946 r. powstał Komitet Wykonawczy społecznego Komitetu, w którym przewodnictwo objął Franciszek Skibniewski. Po tych wstępnych działaniach proces porządkowania i nadania odpowiedniej formy upamiętnienia terenowi byłego więzienia został wstrzymany, przede wszystkim z przyczyn finansowych.
W 1958 r. zdecydowano, że znaczna część pieniędzy zbieranych na Społeczny Fundusz Odbudowy Stolicy pozostanie w miejscach ich pozyskania, z przeznaczeniem na różne cele. Dzięki zdecydowanej postawie ówczesnej I sekretarz Komitetu Łódzkiego PZPR – Michalinie Tatarkównie-Majkowskiej wznowiono prace nad powstaniem mauzoleum radogoskiego. We wrześniu 1961 r. odsłonięto pierwszą, podstawową, część mauzoleum (30-metrową iglicę oraz tzw. „sarkofag” w miejscu spalonego budynku). Na „sarkofagu” widnieje inskrypcja:

Tu spoczywamy zamordowani w przeddzień wolności,
Imiona i ciała zabrał nam ogień,
Żyjemy tylko w Waszej pamięci,
Niechaj śmierć tak nieludzka nie powtórzy się.

Radogoskie założenie memorialne powstało według projektu łódzkich architektów i artystów i jest uznawane za jedno z najlepszych w tym zakresie. Mauzoleum i muzeum jest oddziałem „Radogoszcz” Muzeum Tradycji Niepodległościowych w Łodzi. Do jednych z podstawowych zadań Oddziału należy prowadzenie „Kartoteki b. Więźniów Radogoszcza” (obecnie w bazie jest ok. 10 000 nazwisk) i udzielanie informacji na ten temat, jako bazowej formy upamiętnienia ofiar więzienia i masakry. Obok Mauzoleum przebiega Szlak pamięci ofiar hitlerowskiego ludobójstwa.
19 stycznia 1976 r., w parterowej hali dawnej tkalni (nazywanej przez więźniów Radogoszcza „budynkiem pod szklanym dachem” z racji jej szedowego dachu), otwarto ekspozycję muzealną z dwoma stałymi wystawami poświęconymi dziejom więzienia radogoskiego oraz okupacji niemieckiej w Łodzi i okręgu łódzkim w latach 1939–1945. Wymagało to przede wszystkim wyprowadzenia z niej magazynu dużych rekwizytów łódzkiej Wytwórni Filmów Fabularnych oraz pracowników jej wydziału dekoracji, którzy mieszkali w dawnym budynku administracyjnym fabryki i więzienia położonym za nią. Jego istotnym elementem jest ekspresyjny, frontowy relief autorstwa łódzkiego rzeźbiarza Kazimierza Karpińskiego. Natomiast w holu znajduje się duża drewniana rzeźba „Opłakiwanie” innego łódzkiego rzeźbiarza – Antoniego Biłasa, która jest nawiązaniem do kadru z archiwalnego filmu dokumentalnego nakręconego niedługo po wyzwoleniu, pokazującego m.in. grupę kobiet opłakujących swych bliskich.
Z racji tego, że jest to Miejsce Pamięci Narodowej wstęp do Muzeum jest bezpłatny.
9 września 2022 Muzeum Tradycji Niepodległościowych w Łodzi opublikowało w internecie „Kartotekę b. więźniów Radogoszcza” na bazie stanu wiedzy w tym zakresie na ten dzień.

### Mogiła ofiar styczniowej masakry (cm. św. Rocha)
Pogrzeb ofiar styczniowej masakry miał miejsce 18 lutego 1945 roku, a zwłoki pochowane generalnie w dwóch zbiorowych mogiłach, usytuowanych na prawo od wejścia głównego na cmentarz św. Rocha, przy ul. Zgierskiej 141, pomiędzy murem cmentarnym a kaplicą przedpogrzebową. Kilka rozpoznanych przez rodziny zwłok zostały przez nie owinięte w prześcieradła i tu złożone, ale kilka ofiar zostało złożonych w osobnych mogiłach, po lewej stronie alei głównej, w 1. rzędzie.
Do przenoszenia szczątków ofiar użyto niemieckich mieszkańców Radogoszcza obojga płci. Przed złożeniem szczątków w mogile podejmowano próby identyfikacji. Prace te były prowadzone pod nadzorem – prawdopodobnie nieformalnym, spontanicznym – Komitetu Dzielnicowego PPR Łódź–Radogoszcz, a przede wszystkim jego I sekretarza, dziennikarza – Henryka Rudnickiego. Między innymi zabierano z kieszeni wszelkie przedmioty osobiste, składając je następnie w pomieszczeniach wspomnianego komitetu. Wiele z tych przedmiotów trafiło do rodzin, natomiast te nierozpoznane trafiły do depozytu w Archiwum Państwowym w Łodzi, a ostatecznie do zbiorów Muzeum Tradycji Niepodległościowych. Szczególnie przejmujący jest zestaw ponad osiemdziesięciu zdjęć najprawdopodobniej członków rodzin ofiar, znalezionych w ich ubraniach. Obecnie ich powiększone kopie są eksponowane w muzeum (w ruinach klatki schodowej głównego, spalonego budynku), z nadzieją, że osoby na nich zostaną rozpoznane, a poprzez nie ustalone kolejne nazwiska ofiar.

### Inne formy upamiętnienia miejsca i ofiar

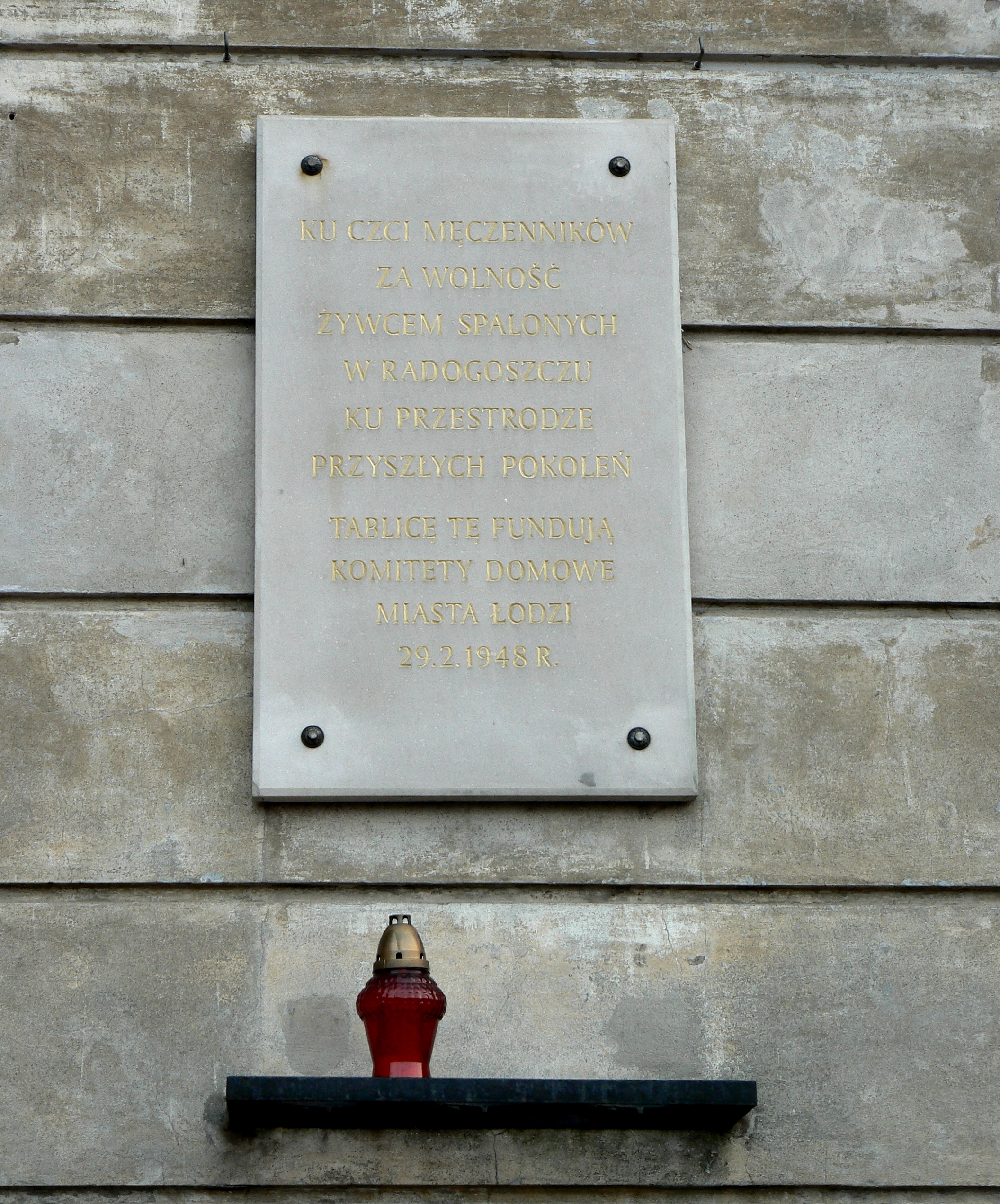
Tablica upamiętniająca zamordowanych oraz spalonych żywcem więźniów, na ścianie Kościoła Zesłania Ducha Świętego w Łodzi, odsłonięta 29 lutego 1948 r.

Pierwszą tablicę pamiątkową poświęconą pamięci więźniów i ofiar Radogoszcza odsłonięto na ścianie (od strony pl. Wolności) kościoła pw. Zesłania Ducha Świętego w Łodzi 29 lutego 1948 roku. Jej fundatorem była organizacja społeczna pn. „Komitety Domowe m. Łodzi”. Pierwotnie pod nią została umieszczona urna z prochami ofiar styczniowej masakry.
4 kwietnia 1987 r. w muzeum miały miejsce ogólnopolskie obchody Miesiąca Pamięci Narodowej.

## Fakty i mity Radogoszcza
Prawie siedemdziesiąt lat po spaleniu więzienia radogoskiego większość podstawowych faktów z jego historii została ujawniona. Pozwalają na zweryfikowanie obiegowych opinii na temat niektórych faktów z jego historii, np.:
- obóz czy więzienie? – przez cały okres funkcjonowania było to więzienie Prezydium Policji w Łodzi, chociaż nie w pełnym tego słowa znaczeniu; raczej miejsce doraźnego przetrzymywania większych grup więźniów przeznaczonych do wysyłki do właściwych więzień, obozów koncentracyjnych lub obozów pracy karnej,
- komora gazowa i krematorium – Radogoszcz nigdy, nawet w założeniach, nie miał być miejscem masowej zagłady, chociażby ze względu na bliskość miasta i związaną z tym trudność ukrycia tego rodzaju funkcji; widniejący na zdjęciach komin (rozebrany w 1959 r.) był kominem kotłowni fabrycznej; podejrzenie o funkcjonowaniu tu komory gazowej być może wzięło się od napisu „Gaszelle” odkrytego po wojnie nad drzwiami do parowego dezynfektora ubrań w parterowej hali, który mógł być wynikiem makabrycznego „żartu” kogoś z załogi więzienia,
- Radogoszcz był więzieniem politycznym – nigdy takiej funkcji nie spełniał; nieoficjalnie takim więzieniem było więzienie policyjne przy obecnej ul. S. Sterlinga 16, w pobliżu siedziby łódzkiego gestapo przy ul. K. Anstadta; faktem jest jednak, że zdarzały się na Radogoszczu przypadki krótkich pobytów więźniów politycznych, np. w oczekiwaniu na transport do obozów koncentracyjnych czy innych miejsc odosobnienia; dla tych więźniów było przeznaczone ostatnie piętro głównego budynku więziennego (III p.),
- „Krwawy Józio” został zabity przez tłum na Radogoszczu – nieprawda, zmarł po wojnie w Niemczech. Faktem jest natomiast, że doszło do takiego samosądu w tym miejscu. Ofiarą był łodzianin niemieckiego pochodzenia, volksdeutsch, elektromechanik na tramwajach miejskich (Litzmannstädter Elektrische Strassenbahn) w zajezdni przy ul. Dąbrowskiego, zupełnie nie związany z więzieniem radogoskim – August Fuchs. Został schwytany przez tłum o okolicy tej zajezdni, przegnany przez całe miasto na Radogoszcz, następnie zrzucony z któregoś piętra wypalonej klatki schodowej i dosłownie wdeptany w ziemię. Zdarzenie to miało miejsce w pierwszych kilku dniach po zakończeniu okupacji niemieckiej w Łodzi[57].
- Adolf Eichmann na Radogoszczu – według jednego z więźniów fakt ten miał mieć miejsce w styczniu 1942 roku[58]. Faktem jest, że w zbiorach Muzeum Tradycji Niepodległościowych w Łodzi znajduje się seria zdjęć[59] z inspekcji więzienia radogoskiego przeprowadzonej przez nieznanego mężczyznę w nałożonym na mundur cywilnym płaszczu i w kapeluszu, ale na żadnym z tych zdjęć nie widać jego pełnej twarzy. Inny więzień – Jacek Szmyt – wspomina o nadzwyczajnej inspekcji, ale w maju 1940 roku[60]. Komendant więzienia – W. Pelzhausen, podczas przesłuchań do swojego procesu, wspomniał o wizytacjach Wyższego dowódcy SS i policji Kraju Warty – Wilhelma Koppego i prezydenta łódzkiej policji – Johannesa Schäffera[61]. Informacja o wizycie Eichmanna na Radogoszczu pojawiła się podczas jego procesu w Izraelu i emocji z tym związanych.
- na dziedzińcu więziennym chowano zwłoki pomordowanych – mit, który powstał na bazie powojennych relacji więźniów z początkowego okresu funkcjonowania Radogoszcza, w których stwierdzali, że zwłoki były tak płytko pochowane, że jak biegali w ćwiczeniach karnych po dziedzińcu to ziemia uginała się pod naszymi nogami. Gdyby tak rzeczywiście było, to na pewno niedługo po zakończeniu okupacji niemieckiej w Łodzi dokonano by ekshumacji, jak w wielu innych miejscach w Polsce, z mogił o których wiedziano. Na Radogoszczu nigdy tego rodzaju działań nie podjęto. Również w latach następnych, podczas mniej lub bardziej głębokich prac ziemnych na dziedzińcu, nigdy nie natrafiono na żadne szczątki, a tym bardziej masowe groby. Ciała ofiar były wydawane rodzinom lub chowane bez ich udziału na cmentarzu na Chojnach, przy ul. Kurczaki, jedynym przeznaczonym w tym okresie dla Polaków, lub rzadziej na pobliskim cmentarzu przy ul. Rzgowskiej. Ciała nielicznych Żydów tutaj zamęczonych odsyłano do getta, na tamtejszy cmentarz[62].

Rozporządzeniem Prezesa Rady Ministrów z 20 września 2001 „w sprawie określenia miejsc odosobnienia, w których były osadzone osoby narodowości polskiej lub obywatele polscy innych narodowości”, na podstawie ustawy z 24 stycznia 1991 „o kombatantach oraz niektórych osobach będących ofiarami represji wojennych i okresu powojennego”, więźniowie tego więzienia nie zostali zaliczeni do grona kombatantów, a takie uprawnienia uzyskali więźniowie obozu przejściowego przy ul. Liściastej, który był wstępnym etapem utworzenia więzienia radogoskiego.

## Filmografia radogoska
- styczeń 1945: materiał nakręcony prawdopodobnie przez filmowca z Polskiej Kroniki Filmowej 19 stycznia, ukazujący jeszcze tlące się ruiny więzienia radogoskiego,
- luty 1945: film z pogrzebu ofiar w dn. 18 lutego 1945 (Polska Kronika Filmowa)[28],
- 1947: Walter Pelzhausen skazany przez łódzki sąd za ludobójstwo w Radogoszczu (Polska Kronika Filmowa)[65]
- 1965: Radegast – Radogoszcz 1945–1965 (reż. Andrzej Szczygieł; zdjęcia: Kazimierz Mucha; komentarz: Stanisław Grochowiak, czyta: Aleksander Bardini; prod.: Wytwórnia Filmów Oświatowych w Łodzi; czas: ok. 30 min.)[66]
- 2005: Radogoszcz. Hitlerowskie więzienie policyjne. Erweitertes Polizei Gefängnis (scenariusz, komentarz, reżyseria: Zygmunt Skonieczny; prod. „Art. Studio” w Łodzi, na zlecenie MTN-Łódź; czas: 19 min. 36 s)[67]